# Jean-Christophe Rufin
Jean-Christophe Rufin (28 de junio de 1952) es un médico, escritor, académico y diplomático francés, nacido en Bourges, departamento del Cher. Fue elegido en 2008 para la Academia Francesa y ocupa el asiento número 28. Fue presidente de la ONG denominada Acción contra el hambre y ha sido embajador de su país en Senegal y en Gambia.

## Datos biográficos

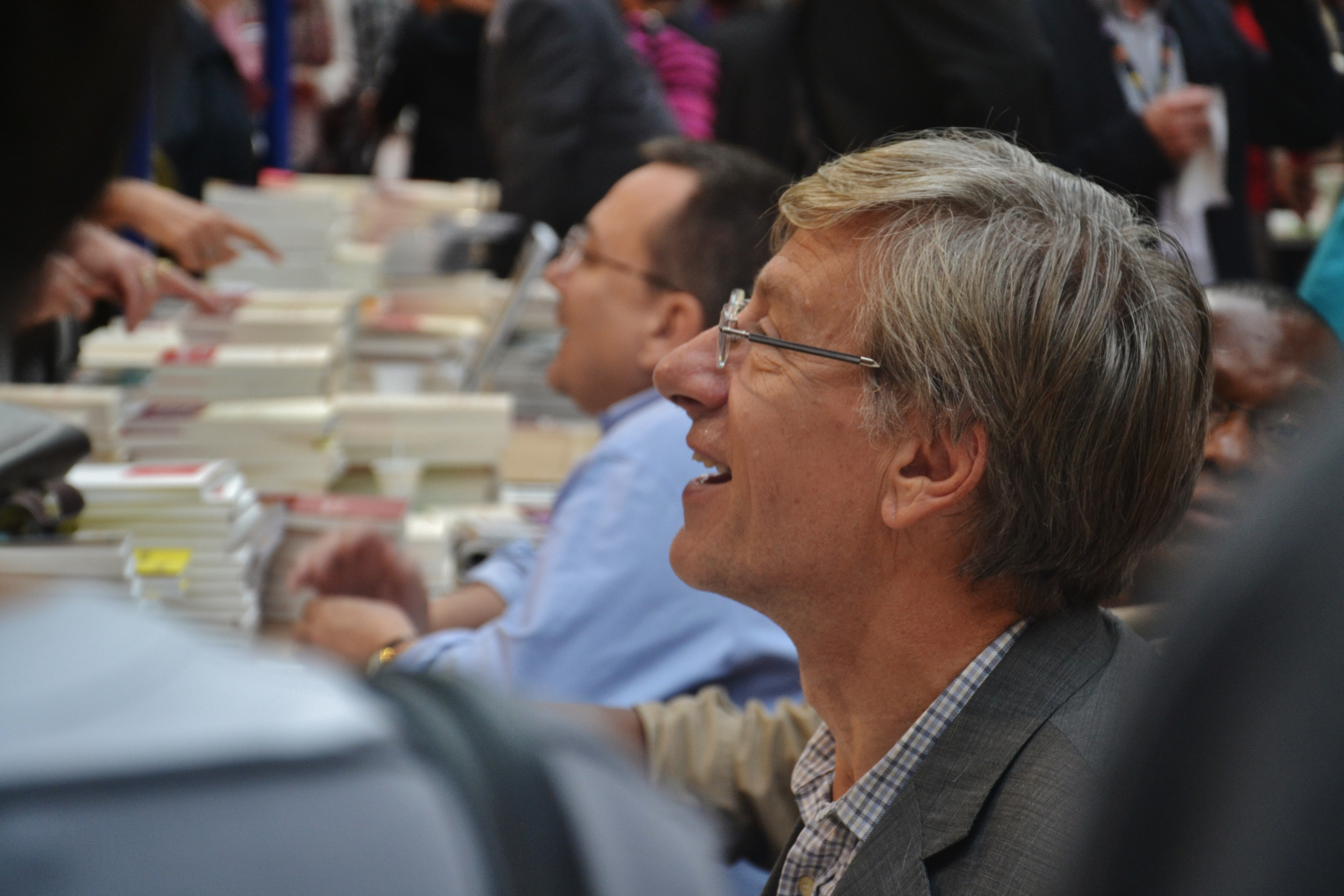
Jean-Christophe Rufin en la Feria del Libro de Brive-la-Gaillarde, en 2011.

Estudió en el Lycée Janson de Sailly de París. Después ingresó a la facultad de medicina del Hospital de la Pitié-Salpêtrière. También estudió en el Instituto de Estudios Políticos de París.
Como médico, más tarde, fue uno de los pioneros en el movimiento internacional humanitario (Médicos sin fronteras). Su primera misión humanitaria la desarrolló en Eritrea en 1976.
Fue director de investigación en el Instituto de Investigaciones Internacionales y Estratégicas entre 1996 y 1999, conduciendo la misión humanitaria francesa en Bosnia-Herzegovina. Esta misión le valió la cercanía a Dominique de Villepin, a la sazón ministro de Asuntos Extranjeros en el gabinete de Alain Juppé.
El 3 de agosto de 2007 fue nombrado embajador de Francia en el Senegal y en Gambia.
En julio de 2011, formó parte del equipo de la campaña política de Martine Aubry a la presidencia de la república, encargado con Jean-Michel Severino de la temática « Norte-Sur, Cooperación».
Jean-Christophe Rufin ha dedicado más de 20 años de su vida a trabajar en diversas organizaciones no gubernamentales (ONG) en Nicaragua, en Afganistán, en Filipinas, en Ruanda y en los Balcanes. Esta experiencia le permitió escribir su primer ensayo sobre el papel de las ONG en situaciones conflictivas: Le Piège humanitaire, obra en la que se destacan las dificultades políticas de la acción humanitaria y las paradojas de los movimientos "sin fronteras" que al ayudar a la población hacen a veces el juego a las dictaduras. Sobre este tema escribió también una novela: Les Causes perdues (1999).

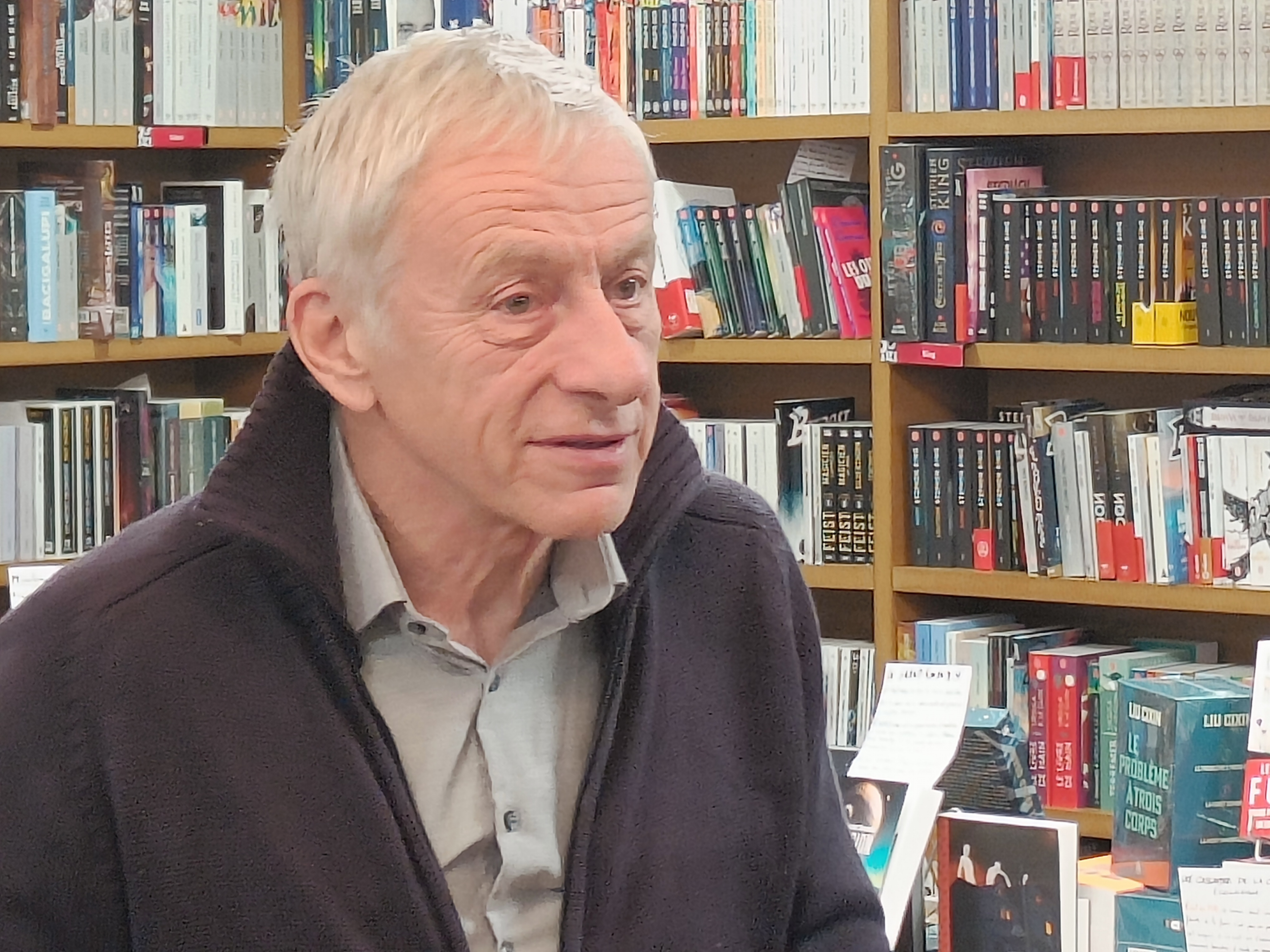
Jean-Christophe Rufin en Vincennes, diciembre 2024.

Jean-Christophe Rufin fue elegido miembro de la Academia Francesa el 19 de junio de 2008, al asiento número 28 que fue del escritor Henri Troyat.

## Obra
Ensayo
- Le Piège humanitaire – Quand l'humanitaire remplace la guerre, Jean-Claude Lattès, 1986
- L'Empire et les nouveaux barbares, Jean-Claude Lattès, 1991 (un ensayo de política internacional que compara el occidente del mundo actual al Imperio Romano, amenazado por los bárbaros.)
- La Dictature libérale, Jean-Claude Lattès, 1994, prix Jean-Jacques-Rousseau 1994
- L'Aventure humanitaire, col. «Découvertes Gallimard» (nº 226), Gallimard, 1994
- Géopolitique de la faim – Faim et responsabilité, PUF, 2004
- Un léopard sur le garrot, Gallimard, 2008, ISBN 2-07-035991-3
- Immortelle randonnée, Guerin, 2013, ISBN 2-35-221061-5

Novela
- L'Abyssin, Gallimard, 1997 ISBN 2-07-074652-6, Premio Goncourt
- Sauver Ispahan, Gallimard, 1998
- Les Causes Perdues, Gallimard 1999, Premio Interallié 1999
- Rouge Brésil, Gallimard, 2001 ISBN 2-07-030167-2 Premio Goncourt 2001
- Globalia, Gallimard, 2004 ISBN 2-07-030918-5
- La Salamandre, Gallimard, 2005 ISBN 2-07-032876-7
- Le Parfum d'Adam, Flammarion, 2007
- Katiba, Flammarion, 2010 ISBN 2-08-120817-2, ISBN 978-2081208179
- Le Grand Cœur, Gallimard, 2012 ISBN 978-2-07-011942-4
- Sept histoires qui reviennent de loin, Gallimard, 2011 ISBN 978-2-07-013412-0

En colaboración
- Économie des guerres civiles, con François Jean, Hachette, 1996
- Mondes rebelles, con Arnaud de La Grange y Jean-Marc Balancie, Michalon, 1996

Ediciones en castellano
- El abisinio. Punto de Lectura. 2001. ISBN 978-84-663-0221-0.
- El abisinio. B de Bolsillo (Ediciones B). 2005. ISBN 978-84-96546-27-1.
- El abisinio. B (Ediciones B). 2004. ISBN 978-84-666-1641-6.
- El abisinio. B (Ediciones B). 2011. ISBN 978-84-666-4797-7.
- El abisinio. Ediciones Folio. 2000. ISBN 978-84-413-1339-2.
- El camino inmortal. Duomo ediciones. 2014. ISBN 978-84-15945-29-1.
- El camino inmortal. Duomo ediciones. 2013. ISBN 978-84-15945-37-6.
- Las causas perdidas. Punto de Lectura. 2002. ISBN 978-84-663-0741-3.
- Las causas perdidas. B de Bolsillo (Ediciones B). 2008. ISBN 978-84-96778-68-9.
- El cerco de Ispahan. Punto de Lectura. 2001. ISBN 978-84-663-0413-9.
- El cerco de Ispahán. Ediciones Folio. 2000. ISBN 978-84-413-1341-5.
- El cerco de Ispahan. B (Ediciones B). 2005. ISBN 978-84-666-2310-0.
- El cerco de Ispahán. B de Bolsillo (Ediciones B). 2006. ISBN 978-84-96581-15-9.
- El cerco de Ispahán (1999. B (Ediciones B). ISBN 978-84-406-9250-4.
- El collar rojo. B (Ediciones B). 2015. ISBN 978-84-666-5651-1.
- El collar rojo. B de Books (Ediciones B). 2015. ISBN 978-84-9019-990-9.
- La fortuna del gran Jacques Coeur. B (Ediciones B). 2013. ISBN 978-84-666-5371-8.
- La fortuna del gran Jacques Coeur. B de Books (Ediciones B). 2013. ISBN 978-84-9019-563-5.
- La fortuna del gran Jacques Coeur. B de Bolsillo (Ediciones B). 2014. ISBN 978-84-9070-002-0.
- Globalia. Editorial Anagrama. 2005. ISBN 978-84-339-7065-7.
- Globalia. Círculo de Lectores. 2005. ISBN 978-84-672-1358-4.
- El imperio y los nuevos bárbaros. Ediciones Rialp. 1993. ISBN 978-84-321-2961-2.
- Katiba. B (Ediciones B). 2011. ISBN 978-84-666-4405-1.
- El perfume de Adán. B (Ediciones B). 2008. ISBN 978-84-666-2462-6.
- El perfume de Adán. B (Ediciones B). 2008. ISBN 978-84-666-3649-0.
- El perfume de Adán. B (Ediciones B). 2009. ISBN 978-84-666-4233-0.
- Rojo Brasil. Punto de Lectura. 2003. ISBN 978-84-663-1091-8.
- Rojo Brasil. B de Bolsillo (Ediciones B). 2006. ISBN 978-84-96581-26-5.

## Reconocimientos
- Premio Goncourt 1997, por su novela L'Abyssin.
- Premio Mediterranée 1997, por su novela L'Abyssin.
- Premio Interallié 1999, por su novela Les Causes perdues.
- Premio Erwan-Bergot 1999, por su novela Les Causes perdues.
- Premio Goncourt 2001 y Gran Premio de l'Academie de marine, por su novela Rouge Brésil.
- Caballero de la Legión de Honor
- Caballero de la Orden de Artes y Letras
- Miembro del jurado del Premio Joseph Kessel
- Doctor honoris causa de la Universidad Laval, Quebec, Quebec, Canadá.
- Doctor honoris causa de la Universidad de Lovaina, Bélgica.